# Trzebiocha
Trzebiocha – mała rzeka o długości 6 kilometrów na obszarze Kaszub Południowych wypływająca z jeziora Sudomie, przepływająca przez miejscowości Grzybowo, Grzybowski Młyn i uchodząca do rzeki Wdy w okolicach Loryńca. Rzeka jest etapem szlaku wodnego Szlak wodny Graniczna-Trzebiocha. Ze względu na czystość wód rzeki jest tu uprawiane turystyczno-rekreacyjne wędkarstwo (przede wszystkim karp, lin, okoń, płoć i szczupak). Rzeka jest również elementem rezerwatu Wda - Trzebiocha.

## Przebieg przepływu Trzebiochy
- Źródła w okolicach Skorzewa, przepływ przez jezioro Wieprznickie do jeziora Garczyn jako Rakownica
- Przepływ od jeziora Garczyn przez jezioro Graniczne do jeziora Sudomie jako Graniczna.
- Od jeziora Sudomie przez jezioro Żołnowo do ujścia do Wdy jako "Trzebiocha".